# قائمة أقران ملوك وأباطرة فرنسا

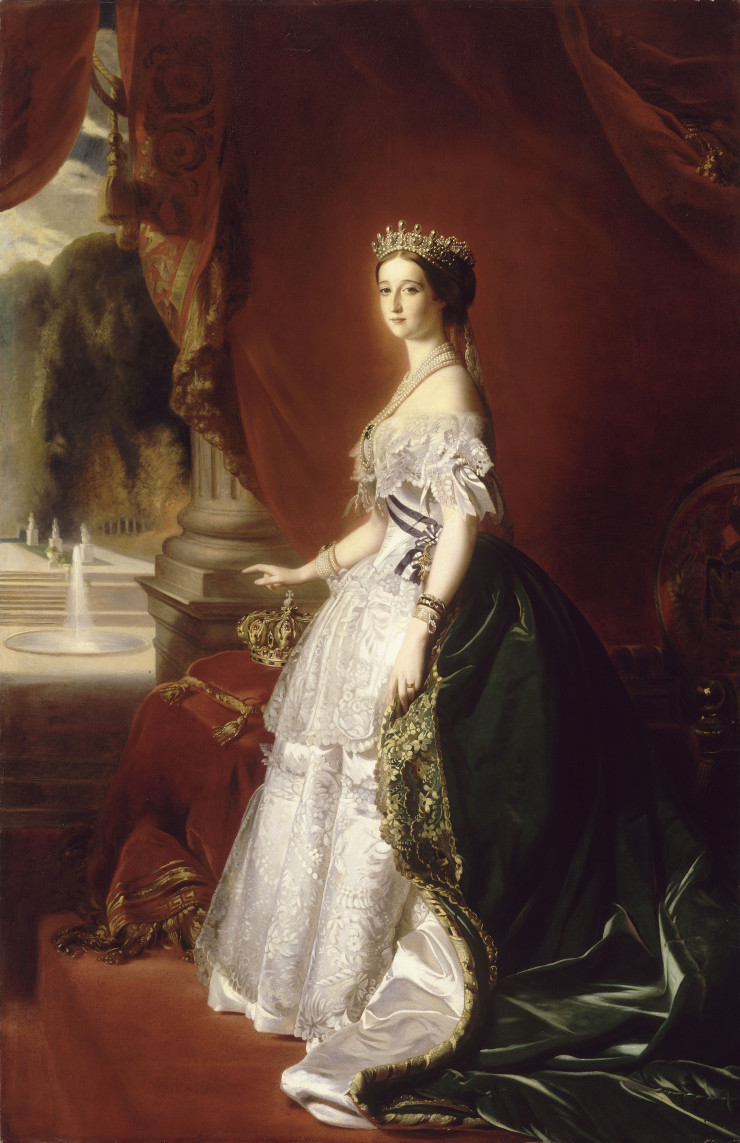
أوجيني, أخر إمبراطورة لـ فرنسا

هذه قائمة تحتوي على ملكات و الإمبراطورات ملوك وأباطرة فرنسا من الذكور، على الرغم من أن بعض ملكات والإمبراطورات كانت حاكمات فرنسا (وصيات).
تزوجت 53 امرأة من ملوك فرنسا: 49 ملكة وثلاثة إمبراطورات؛ على الرغم من أن إنغبورغ من الدنمارك و آن من بريتاني؛ كانتا ملكات على فرنسا أكثر من مرة، وفي حين كانت ماري جوزفين لويز من سافوي ملكة فرنسا بحكم القانون خلال فترة الجمهورية والإمبراطورية، ومع ذلك لم تكن أبداً زوجة رئيس فعلي لدولة الفرنسية.

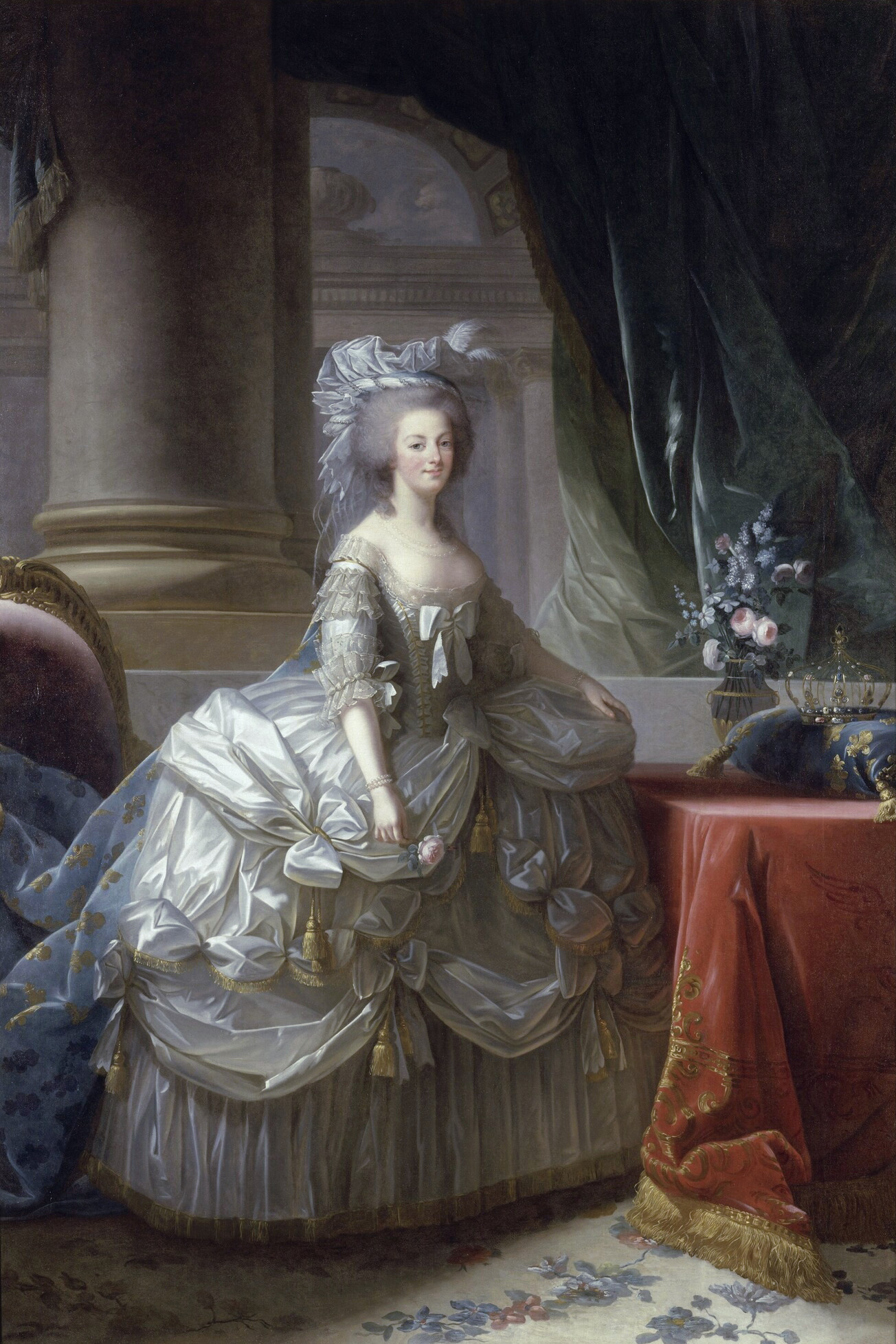
ماري أنطوانيت، زوجة ملك لويس السادس عشر اعدمت خلال الثورة الفرنسية

بين عامي 1285-1328 تم توحيد شخصي بين نافارا وفرنسا بحكم الزواج من جوان الأولى ملكة نافارا من فيليب الرابع ملك فرنسا وأيضا أثناء خلافة أبنائهم الثلاثة، لويس العاشر ، فيليب الخامس ، و شارل الرابع، وبهكذا كانت زوجات هؤلاء الثلاثة ملكات نافارا القرينات وكذلك على فرنسا، ومع وفاة شارل الرابع، خرجت نافارا من أيدي ملوك فرنسا حتى 1589 عندما أصبح هنري الثالث من نافارا ملك فرنسا .
على خلافة هنري؛ زوجته مارغريت من فرنسا التي كانت بالفعل ملكة نافارا القرينة أصبحت أيضا ملكة فرنسا القرينة، واستمر الحال حتى 1791 بحيث كانت ملكات فرنسا أيضا ملكات نافارا، أخيراً نافارا اندمجت مع التاج الفرنسي في عام 1620 مع ذلك استمر ملوك فرنسا في استخدام لقب ملك نافارا حتى 1791، لقب «ملك نافارا» أيضا استأنفت مع استعادة الملكية بين 1814-1830، لم يستخدم اللقب ملك نافارا مع ثورة 1830؛ وحتى أن الأقران بونابرت وأورليان لم تستخدمه أبداً.

## ملكات أوصوا على العرش
عملت العديد من أقران الفرنسيات كـ وصيات العرش على أزواجهن أو أبنائهم؛ ومنهن:-

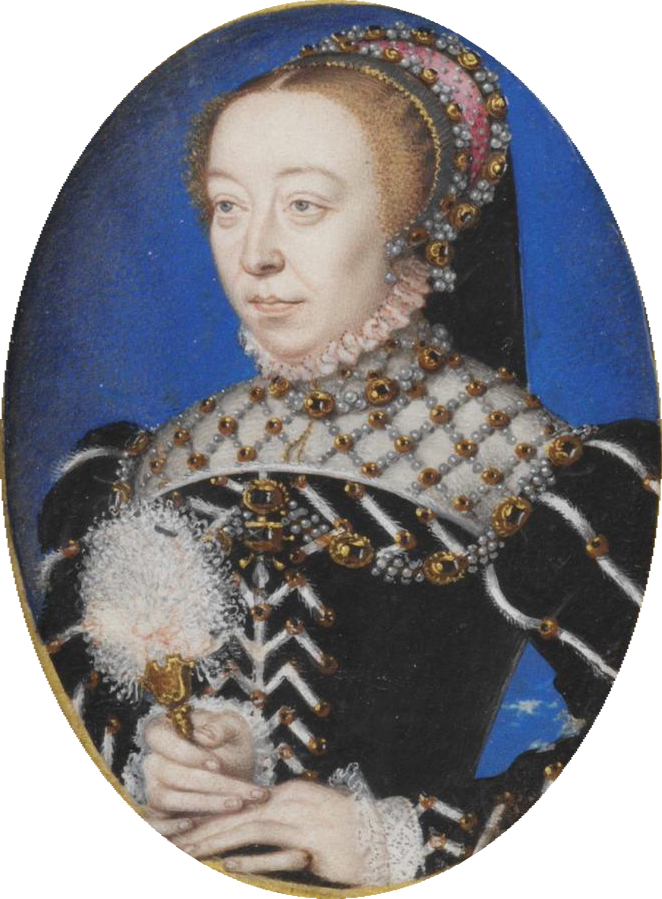
كاثرين دي ميديشي كانت وصية في بعض أحيان على زوجها وأبنائها.

- آن من كييف، (1066-1060) كانت الوصية على ابنها فيليب الأول.
- أديلا من شامبانيا، (1192-1190) كانت الوصية عندما كان شارك ابنها فيليب الثاني في الحملة الصليبية الثالثة.
- بلانش من قشتالة:
  - (1234-1226) كانت الوصية على ابنها لويس التاسع.
  - (1248-1252) خلال غياب ابنها في الحملة الصليبية الخامسة.
- جان العرجاء، مارست الوصاية على زوجها فيليب السادس عندما كان يقاتل بفترات متفاوتة.
- إيزابو من بافاريا، (ربما بين 1393 -1420)، أصبحت الوصية عندما تعرض زوجها شارل السادس للجنون، نافسها على السلطة أعمام زوجها وأخوانه.
- كاثرين دي ميديشي:
  - (1552)، عندما غادر زوجها هنري الثاني المملكة إلى حملة ميتز.
  - (1563-1560)، كانت الوصية على ابنها شارل التاسع.
  - (1574)، خلال غياب ابنها الثالث هنري الثالث عندما كان في بولندا.
- ماريا دي ميديشي، (1610-1614) كانت الوصية على ابنها لويس الثالث عشر.
- آن من النمسا، (1643-1651) كانت الوصية على ابنها لويس الرابع عشر.
- إمبراطورة أوجيني، كانت الوصية لثلاث مرات على زوجها نابليون الثالث أثناء غيابه.

## مدام دو مانتينون
فرانسواز دوبين كانت عشيقة لويس الرابع عشر (الملك الشمس)، تزوجها بعد وفاة زوجته الأولى في 1685، على الرغم من عدم مساواة بين مكانة الاجتماعية، لم تستطيع حمل لقب ملكة فرنسا، أصبحت مجرد عقيلة الملك.

## سلالةالكارولنجية
| الاسم               | الوالد                    | الميلاد    | الزواج       | أصبحت ملكة     | توقف القرينة   | الوفاة        | الزوج         |
| ------------------- | ------------------------- | ---------- | ------------ | -------------- | -------------- | ------------- | ------------- |
| إرمنترود الأرليانية | يودس كونت أورليان         | 823        | 842          | 842            | 869            | 869           | شارل الأصلع   |
| ريشيلد البروفنسية   | بيفين من غورز             | ق. 845     | 870          | 870            | 5/6 أكتوبر 877 | 2 يونيو 910   | شارل الأصلع   |
| أديلايد الباريسية   | أدالارد كونت باريس        | ق. 850–853 | فبراير 875   | 5/6 أكتوبر 877 | 10 أبريل 879   | 10 نوفمبر 901 | لويس المتلعثم |
| تيودورات            | غير معروف                 | 868        | قبل.885      | فبراير 888     | 1 يناير 898    | 903           | يودس          |
| فريدورونا           | ديتريش كونت رينجلهايم     | 887        | 907          | 907            | 917            | 917           | شارل الشجاع   |
| إيدجيفو الوسكسية    | إدوارد الكبير             | 902        | 7 أكتوبر 919 | 7 أكتوبر 919   | 922            | بعد.955       | شارل الشجاع   |
| بياتريس الفرماندوية | هربرت الأول كونت فرماندوا | ق. 880     | 895          | 922            | 923            | بعد.931       | روبير الأول   |
| إيما                | روبير الأول               | 894        | 921          | 13 يوليو 923   | 934            | 934           | راؤول         |
| غيربيرغا الساكسونية | هاينريش الأول ملك المانيا | ق. 913     | 939          | 939            | 10 سبتمبر 954  | 5 مايو 984    | لويس الرابع   |
| إيما الإيطالية      | لوثار الثاني ملك إيطاليا  | ق. 948     | 965          | 965            | 26 مارس 986    | ؟             | لوثار         |
| الاسم               | الوالد                    | الميلاد    | الزواج       | أصبحت ملكة     | توقف القرينة   | الوفاة        | الزوج         |

## سلالةالكابيتيون

### كابيه المباشر
| الصورة | الاسم                       | الوالد                                  | الميلاد             | الزواج         | أصبحت ملكة     | التتويج        | توقف القرينة             | الوفاة         | الزوج                  | الشعار         |
| ------ | --------------------------- | --------------------------------------- | ------------------- | -------------- | -------------- | -------------- | ------------------------ | -------------- | ---------------------- | -------------- |
|        | أديلايد من أقطانيا          | غيوم الثالث دوق أقطانية                 | حوالي. 945          | 970            | 3 يوليو 987    |                | 24 أكتوبر 996            | 1004           | أوغو                   |                |
|        | روزالا من إيطاليا           | برنغار الثاني ملك إيطاليا               | حوالي. 937          | 988/989        | 996            |                | 996                      | 7 فبراير 1003  | روبرت الثاني           |                |
|        | بيرتا من بورغندي            | كونراد ملك بورغندي                      | حوالي. 952          | 996            | 996            |                | 1000                     | 1035؟          | روبرت الثاني           |                |
|        | كونستانس من آرل             | غيوم الأول كونت بروفانس                 | 986                 | 1003           | 1003           |                | 20 يوليو 1031            | 25 يوليو 1034  | روبرت الثاني           |                |
|        | ماتيلدا من فريزيا           | ليودولف مارغريف فريزيا                  | حوالي. 1024         | 1034           | 1034           |                | 1044                     | 1044           | هنري الأول             |                |
|        | آن من كييف                  | ياروسلاف الحكيم أمير كييف المعظم        | حوالي. 1024         | 19 مايو 1051   | 19 مايو 1051   |                | 4 أغسطس 1060             | 1075           | هنري الأول             |                |
|        | بيرتا من هولندا             | فلوريس الأول كونت هولندا                | حوالي. 1055         | 1072           | 1072           |                | 1092                     | 1094           | فيليب الأول            |                |
|        | بيرتراد من مونتفورت         | سيمون الأول دي مونتفورت                 | حوالي. 1070         | 15 مايو 1092   | 15 مايو 1092   |                | 29 يوليو 1108            | 1117           | فيليب الأول            |                |
|        | أديلايد من سافوي            | هومبرت الثاني كونت سافوي                | 1092                | 3 أغسطس 1115   | 3 أغسطس 1115   |                | 1 أغسطس 1137             | 18 نوفمبر 1154 | لويس السادس            |                |
|        | إلينور من أقطانيا           | غيوم العاشر دوق أقطانية                 | 1122                | 22 يوليو 1137  | 1137           | 25 ديسمبر 1137 | 21 مارس 1152 ألغى الزواج | 1 أبريل 1204   | لويس السابع            |                |
|        | كونستانس من فرنسا           | ألفونسو السابع ملك قشتالة               | 1141                | 1154           | 1154           | 1154           | 1160                     | 1160           | لويس السابع            |                |
|        | أديلا من شامبانيا           | ثيوبالد الثاني كونت شامبانيا            | حوالي. 1140         | 1164           | 1164           | ؟              | 18 سبتمبر 1180           | 4 يونيو 1206   | لويس السابع            |                |
|        | إيزابيلا من هينو            | بالدوين الخامس كونت هينو                | 5 أبريل 1170        | 1180           | 1180           | 29 مايو 1180   | 1190                     | 1190           | فيليب الثاني           |                |
|        | إنغبورغ من الدنمارك         | فالديمار الأول ملك الدنمارك             | 1175                | 15 أغسطس 1193  | 15 أغسطس 1193  | 25 أغسطس 1193  | 5 نوفمبر 1193 انفصال     | 29 يوليو 1236  | فيليب الثاني           |                |
|        | أغنيس من ميرانيا            | برثولد الرابع دوق ميرانيا               | تقربيا 1175         | يونيو 1196     | يونيو 1196     | ؟              | 1200 إنكار الزواج        | 20 يوليو 1201  | فيليب الثاني           |                |
|        | إنغبورغ من الدنمارك         | فالديمار الأول ملك الدنمارك             | 1175                | 15 أغسطس 1193  | 1200 رجعت      |                | 14 يوليو 1223 وفاة الزوج | 29 يوليو 1236  | فيليب الثاني           |                |
|        | بلانش من قشتالة             | ألفونسو الثامن ملك قشتالة               | 4 مارس 1188         | 22 مايو 1200   | 14 يوليو 1223  | 6 أغسطس 1223   | 8 نوفمبر 1226            | 26 نوفمبر 1252 | لويس الثامن            |                |
|        | مارغريت من بروفنس           | ريموند برانجيه الرابع كونت بروفنس       | حوالي. 1221         | 27 مايو 1234   | 27 مايو 1234   | ؟              | 25 أغسطس 1270            | 21 ديسمبر 1295 | لويس التاسع            |                |
|        | إيزابيلا من أراغون          | خايمي الأول ملك أراغون                  | 1247                | 28 مايو 1262   | 25 أغسطس 1270  | غير متوجة      | 28 يناير 1271            | 28 يناير 1271  | فيليب الثالث           |                |
|        | ماري من برابانت             | هنري الثالث دوق برابانت                 | 1254                | 21 أغسطس 1274  | 21 أغسطس 1274  | 24 يونيو 1275  | 5 أكتوبر 1285            | 10 يناير 1321  | فيليب الثالث           |                |
|        | جوان الأولى ملكة نافارا     | إنريكه الأول ملك نافارا                 | حوالي.14 يناير 1271 | 16 أغسطس 1284  | 5 أكتوبر 1285  | ؟              | 4 أبريل 1305             | 4 أبريل 1305   | فيليب الرابع           |                |
|        | مارغريت من فرنسا            | روبرت الثاني دوق بورغندي                | 1290                | 23 سبتمبر 1305 | 29 نوفمبر 1314 | غير متوجة      | 15 أغسطس 1315            | 15 أغسطس 1315  | لويس العاشر            | شعار غير معروف |
|        | كلمينتيا من المجر           | كارلو مارتلو من أنجو                    | 1293                | 19 أغسطس 1315  | 19 أغسطس 1315  | 24 أغسطس 1315  | 5 يونيو 1316             | 12 أكتوبر 1328 | لويس العاشر            |                |
|        | جان الثانية كونتيسة بورغندي | أوتو الرابعكونت بورغندي                 | 1291                | 1307           | 20 نوفمبر 1316 | 9 يناير        | 3 يناير 1322             | 21 يناير 1330  | فيليب الخامس ملك فرنسا |                |
|        | بلانش من بورغندي            | أوتو الرابعكونت بورغندي                 | حوالي.1296          | 1308           | 3 يناير 1322   | غير متوجة      | 19 مايو 1322             | أبريل 1326     | شارل الرابع            | شعار غير معروف |
|        | ماري من لوكسمبورغ           | هاينريش السابع إمبراطور الروماني المقدس | 1304                | 21 سبتمبر 1322 | 21 سبتمبر 1322 | 15 مايو 1323   | 26 مارس 1324             | 26 مارس 1324   | شارل الرابع            |                |
|        | جان دو إفرو                 | لويس كونت إفرو                          | 1310                | 5 يوليو 1325   | 5 يوليو 1325   | 11 مايو 1326   | 1 فبراير 1328 توفي الزوج | 4 مارس 1371    | شارل الرابع            |                |
| الصورة | الاسم                       | الوالد                                  | الميلاد             | الزواج         | أصبحت ملكة     | تتويج          | توقف القرينة             | الوفاة         | الزوج                  | شعار           |

### أسرة فالوا
| الصورة | الاسم                     | الوالد                     | الميلاد       | الزواج             | أصبحت ملكة            | تتويج          | توقف القرينة              | الوفاة         | الزوج        | الشعار |
| ------ | ------------------------- | -------------------------- | ------------- | ------------------ | --------------------- | -------------- | ------------------------- | -------------- | ------------ | ------ |
|        | جان العرجاء               | روبرت الثاني دوق بورغندي   | 24 يونيو 1293 | يوليو 1313         | 1 فبراير/1 أبريل 1328 | 27 مايو 1328   | 12 سبتمبر 1348            | 12 سبتمبر 1348 | فيليب السادس |        |
|        | بلانش من نافارا           | فيليب الثالث ملك نافارا    | 1330–1333     | يناير 1349 أو 1350 | يناير 1349 أو 1350    | غير متوجة      | 22 أغسطس 1350 وفاة الزوج  | 5 أكتوبر 1398  | فيليب السادس |        |
|        | جوان الأولى كونتيسة أوفرن | غيوم الثاني عشر كونت أوفرن | 8 مايو 1326   | 13 فبراير 1349     | 22 أغسطس 1350         | 26 سبتمبر 1350 | 29 سبتمبر 1360            | 29 سبتمبر 1360 | جان الثاني   |        |
|        | جوان من بوربون            | بيير الأول دوق بوربون      | 3 فبراير 1338 | 1350               | 8 أبريل 1364          | 19 مايو 1364   | 4 فبراير 1378             | 4 فبراير 1378  | شارل الخامس  |        |
|        | إيزابو من بافاريا         | ستيفان الثالث دوق بافاريا  | حوالي.1370    | 17 يوليو 1385      | 17 يوليو 1385         | 1389           | 21 أكتوبر 1422 وفاة الزوج | 24 سبتمبر 1435 | شارل السادس  |        |
| الصورة | الاسم                     | الوالد                     | الميلاد       | الزواج             | أصبحت ملكة            | تتويج          | توقف القرينة              | الوفاة         | الزوج        | الشعار |

## أسرة لانكاستر
تشير بعض المصادر على أن مارغريت من أنجو كانت ملكة فرنسا، ولكن هذا اللقب متنازع عليه. وقد اعترفت بها كـ ملكة على مناطق التي سيطر عليها الإنجليز في فرنسا.
| الصورة | الاسم           | الوالد                 | الميلاد      | الزواج        | أصبحت ملكة    | تتويج                   | توقف القرينة                                    | الوفاة        | الزوج                   | الشعار |
| ------ | --------------- | ---------------------- | ------------ | ------------- | ------------- | ----------------------- | ----------------------------------------------- | ------------- | ----------------------- | ------ |
|        | مارغريت من أنجو | رينيه الأول ملك نابولي | 23 مارس 1430 | 23 أبريل 1445 | 23 أبريل 1445 | غير متوجة كـ ملكة فرنسا | 19 أكتوبر 1453 هزيمة الإنجليز في حرب المائة عام | 25 أغسطس 1482 | هنري السادس ملك إنجلترا |        |
| الصورة | الاسم           | الوالد                 | الميلاد      | الزواج        | أصبحت ملكة    | تتويج                   | توقف القرينة                                    | الوفاة        | الزوج                   | الشعار |

## سلالة كابيتيون

### أسرة فالوا
| الصورة | الاسم           | الوالد                    | الميلاد        | الزواج         | أصبحت ملكة     | تتويج         | توقف القرينة             | الوفاة        | الزوج           | الشعار |
| ------ | --------------- | ------------------------- | -------------- | -------------- | -------------- | ------------- | ------------------------ | ------------- | --------------- | ------ |
|        | ماري من أنجو    | لويس الثاني ملك نابولي    | 14 أكتوبر 1404 | 18 ديسمبر 1422 | 18 ديسمبر 1422 | ؟             | 22 يوليو 1461 وفاة الزوج | 1463          | شارل السابع     |        |
|        | شارلوت من سافوي | لودوفيكو دوق سافوي        | 1443           | 14 فبراير 1451 | 22 يوليو 1461  | ؟             | 30 أغسطس 1483 وفاة الزوج | 1 ديسمبر 1483 | لويس الحادي عشر |        |
|        | آن دوقة بريتاني | فرانسوا الثانيدوق بريتاني | 25 يناير 1477  | 6 ديسمبر 1491  | 6 ديسمبر 1491  | 8 فبراير 1492 | 7 أبريل 1498 وفاة الزوج  | 9 يناير 1514  | شارل الثامن     |        |
| الصورة | الاسم           | الوالد                    | الميلاد        | الزواج         | أصبحت ملكة     | تتويج         | توقف القرينة             | الوفاة        | الزوج           | الشعار |

### أسرة فالوا-أوليانز
| الصورة | الاسم           | الوالد                     | الميلاد       | الزواج        | أصبحت ملكة               | تتويج          | توقف القرينة             | الوفاة        | الزوج           | الشعار |
| ------ | --------------- | -------------------------- | ------------- | ------------- | ------------------------ | -------------- | ------------------------ | ------------- | --------------- | ------ |
|        | جان من فالوا    | لويس الحادي عشر            | 23 أبريل 1464 | 8 سبتمبر 1476 | 7 أبريل 1498 تتويج الزوج | غير متوجة      | ديسمبر 1498 إلغاء الزواج | 4 فبراير 1505 | لويس الثاني عشر |        |
|        | آن دوقة بريتاني | فرانسوا الثاني دوق بريتاني | 25 يناير 1477 | 8 يناير 1499  | 8 يناير 1499             | 18 نوفمبر 1504 | 9 يناير 1514             | 9 يناير 1514  | لويس الثاني عشر |        |
|        | ماري تيودور     | هنري السابع ملك إنجلترا    | 18 مارس 1496  | 9 أكتوبر 1514 | 9 أكتوبر 1514            | 5 نوفمبر 1514  | 1 يناير 1515 وفاة الزوج  | 25 يونيو 1533 | لويس الثاني عشر |        |
| الصورة | الاسم           | الوالد                     | الميلاد       | الزواج        | أصبحت ملكة               | تتويج          | توقف القرينة             | الوفاة        | الزوج           | الشعار |

### أسرة فالوا-أنغوليم
| الصورة | الاسم              | الوالد                                     | الميلاد        | الزواج         | أصبحت ملكة                | تتويج                             | توقف القرينة             | الوفاة         | الزوج          | الشعار |
| ------ | ------------------ | ------------------------------------------ | -------------- | -------------- | ------------------------- | --------------------------------- | ------------------------ | -------------- | -------------- | ------ |
|        | كلود من أورليان    | لويس الثاني عشر                            | 14 أكتوبر 1499 | 18 مايو 1514   | 1 يناير 1515 تتويج الزوج  | 10 مايو 1517                      | 20 يوليو 1524            | 20 يوليو 1524  | فرانسوا الأول  |        |
|        | إليانور من النمسا  | فيليب الأول ملك قشتالة                     | 15 نوفمبر 1498 | 4 يوليو 1530   | 4 يوليو 1530              | 5 مارس 1532                       | 31 مارس 1547 وفاة الزوج  | 25 فبراير 1558 | فرانسوا الأول  |        |
|        | كاثرين دو ميديشي   | لورينزو دي ميديشي دوق أوربينو              | 13 أبريل 1519  | 28 أكتوبر 1533 | 31 مارس 1547 تتويج الزوج  | 10 يونيو 1549                     | 10 يوليو 1559 وفاة الزوج | 5 يناير 1589   | هنري الثاني    |        |
|        | ماري ملكة اسكتلندا | جيمس الخامس ملك اسكتلندا                   | 8 ديسمبر 1542  | 24 أبريل 1558  | 10 يوليو 1559 تتويج الزوج | لم تتوج لأنه بالفعل ملكة اسكتلندا | 5 ديسمبر 1560 وفاة الزوج | 8 فبراير 1587  | فرانسوا الثاني |        |
|        | إليزابيث من النمسا | ماكسيمليان الثاني إمبراطور الروماني المقدس | 5 يونيو 1554   | 26 نوفمبر 1570 | 26 نوفمبر 1570            | 25 مارس 1571                      | 30 مايو 1574 وفاة الزوج  | 22 يناير 1592  | شارل التاسع    |        |
|        | لويز من لورين      | نيكولا دوق ميركوور                         | 30 أبريل 1553  | 13 فبراير 1575 | 13 فبراير 1575            | غير متوجة                         | 2 أغسطس 1589 وفاة الزوج  | 29 يناير 1601  | هنري الثالث    |        |
| الصورة | الاسم              | الوالد                                     | الميلاد        | الزواج         | أصبحت ملكة                | تتويج                             | توقف القرينة             | الوفاة         | الزوج          | الشعار |

### أسرة بوربون
| الصورة | الاسم                             | الوالد                                     | الميلاد        | الزواج                                | أصبحت الملكة                | تتويج        | توقف القرينة             | الوفاة              | الزوج           | الشعار |
| ------ | --------------------------------- | ------------------------------------------ | -------------- | ------------------------------------- | --------------------------- | ------------ | ------------------------ | ------------------- | --------------- | ------ |
|        | مارغريت من فالوا                  | هنري الثاني                                | 14 مايو 1553   | 18 أغسطس 1572                         | 2 أغسطس 1589 صعود الزوج     | غير متوجة    | 1599 الطلاق              | 27 مارس 1615        | هنري الرابع     |        |
|        | ماري دو ميديشي                    | فرانشيسكو الأول دوق توسكانا الأكبر         | 26 أبريل 1573  | 5 أكتوبر؟ 1600                        | 5 أكتوبر؟ 1600              | 13 مايو 1610 | 14 مايو 1610 وفاة الزوج  | 3 يوليو 1642        | هنري الرابع     |        |
|        | آن من إسبانيا                     | فيليب الثاني والثالث ملك البرتغال وإسبانيا | 22 سبتمبر 1601 | 24 نوفمبر 1615                        | 24 نوفمبر 1615              | غير متوجة    | 14 مايو 1643 وفاة الزوج  | 20 يناير 1666       | لويس الثالث عشر |        |
|        | ماري تيريز من إسبانيا             | فيليب الثالث والرابع ملك البرتغال وإسبانيا | 10 سبتمبر 1638 | 9 يونيو 1660                          | 9 يونيو 1660                | غير متوجة    | 30 يوليو 1683            | 30 يوليو 1683       | لويس الرابع عشر |        |
|        | ماري من بولندا                    | ستانيسلاف الأول ملك بولندا                 | 23 يونيو 1703  | 4 سبتمبر 1725                         | 4 سبتمبر 1725               | غير متوجة    | 24 يونيو 1768            | 24 يونيو 1768       | لويس الخامس عشر |        |
|        | ماري أنطوانيت من النمسا           | فرانتس الأول إمبراطور الروماني المقدس      | 2 نوفمبر 1755  | 19 أبريل 1770 (بالوكالة) 16 مايو 1770 | 10 مايو 1774 تتويج الزوج    | غير متوجة    | 21 سبتمبر 1792 خلع الزوج | 16 أكتوبر 1793 اعدم | لويس السادس عشر |        |
|        | ماري جوزفين من سافوي (ملكة اسمياً) | فيتوريو أميديو الثالث ملك سردينيا          | 2 سبتمبر 1753  | 16 أبريل 1771                         | 16 يونيو 1795 اعلان الإدعاء | غير متوجة    | 13 نوفمبر 1810           | 13 نوفمبر 1810      | لويس الثامن عشر |        |
| الصورة | الاسم                             | الوالد                                     | الميلاد        | الزواج                                | أصبحت ملكة                  | تتويج        | توقف القرينة             | الوفاة              | الزوج           | الشعار |

## سلالةبونابرت
| الصورة | الاسم               | الوالد                         | الميلاد        | الزواج                               | أصبحت إمبراطورة                      | تتويج         | توقف القرينة           | الوفاة         | الزوج         | الشعار |
| ------ | ------------------- | ------------------------------ | -------------- | ------------------------------------ | ------------------------------------ | ------------- | ---------------------- | -------------- | ------------- | ------ |
|        | جوزفين              | جوزيف غاسبار تاشر دي لا باجيري | 23 يونيو 1763  | 9 مارس 1796                          | 18 مايو 1804 تتويج الزوج             | 2 ديسمبر 1804 | 10 يناير 1810 الطلاق   | 29 مايو 1814   | نابليون الأول |        |
|        | ماري لويز من النمسا | فرانتس الأول إمبراطور النمسا   | 12 ديسمبر 1791 | 11 مارس 1810 (بالوكالة) 1 أبريل 1810 | 11 مارس 1810 (بالوكالة) 1 أبريل 1810 | غير متوجة     | 6 أبريل 1814 خلع الزوج | 17 ديسمبر 1841 | نابليون الأول |        |
| الصورة | الاسم               | الوالد                         | الميلاد        | الزواج                               | أصبحت إمبراطورة                      | تتويج         | توقف القرينة           | الوفاة         | الزوج         | الشعار |

## سلالة الكابيتيون

### أسرة بوربون
| الصورة | الاسم               | الوالد          | الميلاد        | الزواج     | أصبحت ملكة               | تتويج     | توقف القرينة           | الوفاة         | الزوج           | الشعار |
| ------ | ------------------- | --------------- | -------------- | ---------- | ------------------------ | --------- | ---------------------- | -------------- | --------------- | ------ |
|        | ماري تيريز من فرنسا | لويس السادس عشر | 19 ديسمبر 1778 | يونيو 1799 | 2 أغسطس 1830 لـ 20 دقيقة | غير متوجة | 2 أغسطس 1830 خلع الزوج | 19 أكتوبر 1851 | لويس التاسع عشر |        |

### أسرة أورليانز
| الصورة | الاسم                         | الوالد                        | الميلاد       | الزواج         | أصبحت ملكة               | تتويج     | توقف القرينة             | الوفاة       | الزوج       | الشعار |
| ------ | ----------------------------- | ----------------------------- | ------------- | -------------- | ------------------------ | --------- | ------------------------ | ------------ | ----------- | ------ |
|        | ماريا أماليا من نابولي وصقلية | فرديناندو الأول ملك الصقليتين | 26 أبريل 1782 | 25 نوفمبر 1809 | 9 أغسطس 1830 تتويج الزوج | غير متوجة | 24 فبراير 1848 خلع الزوج | 24 مارس 1866 | لويس فيليبي |        |

## سلالة بونابرت
| الصورة | الاسم            | الوالد                                       | الميلاد     | الزواج        | أصبحت إمبراطورة | تتويج     | توقف القرينة            | الوفاة        | الزوج          | الشعار |
| ------ | ---------------- | -------------------------------------------- | ----------- | ------------- | --------------- | --------- | ----------------------- | ------------- | -------------- | ------ |
|        | أوجيني دي مونيتو | سيبريانو دي بالافوا وبورتوكاريرو كونت مونيتو | 5 مايو 1826 | 30 يناير 1853 | 30 يناير 1853   | غير متوجة | 4 سبتمبر 1870 خلع الزوج | 11 يوليو 1920 | نابليون الثالث |        |